# Пишкін Борис Андрійович
Пишкін Борис Андрійович (3 вересня 1893 року — 29 січня 1970 року) — український радянський гідротехнік, гідролог, доктор технічних наук, професор, завідувач кафедри гідрології суші Київського національного університету імені Тараса Шевченка, член-кореспондент АН України.

## Біографія
Народився 3 вересня 1893 року в Казані, Росія. Закінчив 1924 року Московську сільськогосподарську академію імені К. А. Тімірязева зі спеціальності «гідротехнік». Учасник Другої світової війни. Працював у водогосподарських установах Середньої Азії, Закавказзя. Завідувач кафедри в Омському сільгоспуніверситеті, викладав у Київському гідромеліоративному інституті. У 1945–1948 роках працював у секції водогосподарських проблем АН України. Докторський ступінь отримав у 1946 р. Член-кореспондентом АН України обраний у 1951 р. У Київському університеті працював у 1962–1967 роках завідувачем кафедри гідрології суші (тепер гідрології та гідроекології) географічного факультету. Водночас завідував відділом в Інституті гідрології і гідротехніки АН України (тепер Інститут гідромеханіки НАН України).

## Наукові праці
Сфера наукових досліджень: питання динаміки берегів морів і водосховищ, зокрема, теорії гідродинаміки прибережної зони, дії вітрових хвиль на гідротехнічні споруди і береги, а також циркуляції двофазних потоків у трубопроводах і ріках. Розробив методи захисту берегів від затоплювання та розмивання, а також захисту водозаборів і портів від замулювання та занесення. Створив новий науковий напрям — динаміка берегів водосховищ. Автор близько 200 наукових праць. Основні праці:
1. Лісосплав і лісосплавні споруди на річках України. — К., 1955 (у співавторстві).
2. Дослідження вздовжберегового руху наносів на водосховищах. — К., 1967 (у співавторстві).
3. Регулювання вздовжберегового потоку наносів. — К., 1972 (у співавторстві).
4. Динаміка берегів водосховищ. — К., 1973.